# Feugarolles
Feugarolles est une commune du Sud-Ouest de la France, située dans le département de Lot-et-Garonne (région Nouvelle-Aquitaine).

## Géographie

### Localisation
Commune située au confluent de la Garonne et de l'Auvignon sur la route nationale 130 entre Port-Sainte-Marie et Nérac.

### Communes limitrophes
Les communes limitrophes sont Saint-Laurent, Nérac, Bruch, Espiens, Lavardac, Port-Sainte-Marie, Thouars-sur-Garonne et Vianne.
| Thouars-sur-Garonne | Port-Sainte-Marie          | Saint-Laurent |
| Vianne              | Feugarolles                | Bruch         |
| Lavardac            | Nérac (par un quadripoint) | Espiens       |

### Climat
Pour des articles plus généraux, voir Climat de la Nouvelle-Aquitaine et Climat de Lot-et-Garonne.
Historiquement, la commune est exposée à un climat océanique aquitain.  
En 2020, Météo-France publie une typologie des climats de la France métropolitaine dans laquelle la commune est exposée à un climat océanique altéré et est dans la région climatique Aquitaine, Gascogne, caractérisée par une pluviométrie abondante au printemps, modérée en automne, un faible ensoleillement au printemps, un été chaud (19,5 °C), des vents faibles, des brouillards fréquents en automne et en hiver et des orages fréquents en été (15 à 20 jours).
Pour la période 1971-2000, la température annuelle moyenne est de 12,8 °C, avec une amplitude thermique annuelle de 15,4 °C. Le cumul annuel moyen de précipitations est de 789 mm, avec 10,3 jours de précipitations en janvier et 6,7 jours en juillet. Pour la période 1991-2020, la température moyenne annuelle observée sur la station météorologique la plus proche, située sur la commune de Nérac à 10 km à vol d'oiseau, est de 13,9 °C et le cumul annuel moyen de précipitations est de 735,7 mm,. Pour l'avenir, les paramètres climatiques de la commune estimés pour 2050 selon différents scénarios d'émission de gaz à effet de serre sont consultables sur un site dédié publié par Météo-France en novembre 2022.

## Urbanisme

### Typologie
Au 1er janvier 2024, Feugarolles est catégorisée commune rurale à habitat dispersé, selon la nouvelle grille communale de densité à sept niveaux définie par l'Insee en 2022.
Elle est située hors unité urbaine. Par ailleurs la commune fait partie de l'aire d'attraction d'Agen, dont elle est une commune de la couronne,. Cette aire, qui regroupe 81 communes, est catégorisée dans les aires de 50 000 à moins de 200 000 habitants,.

### Occupation des sols

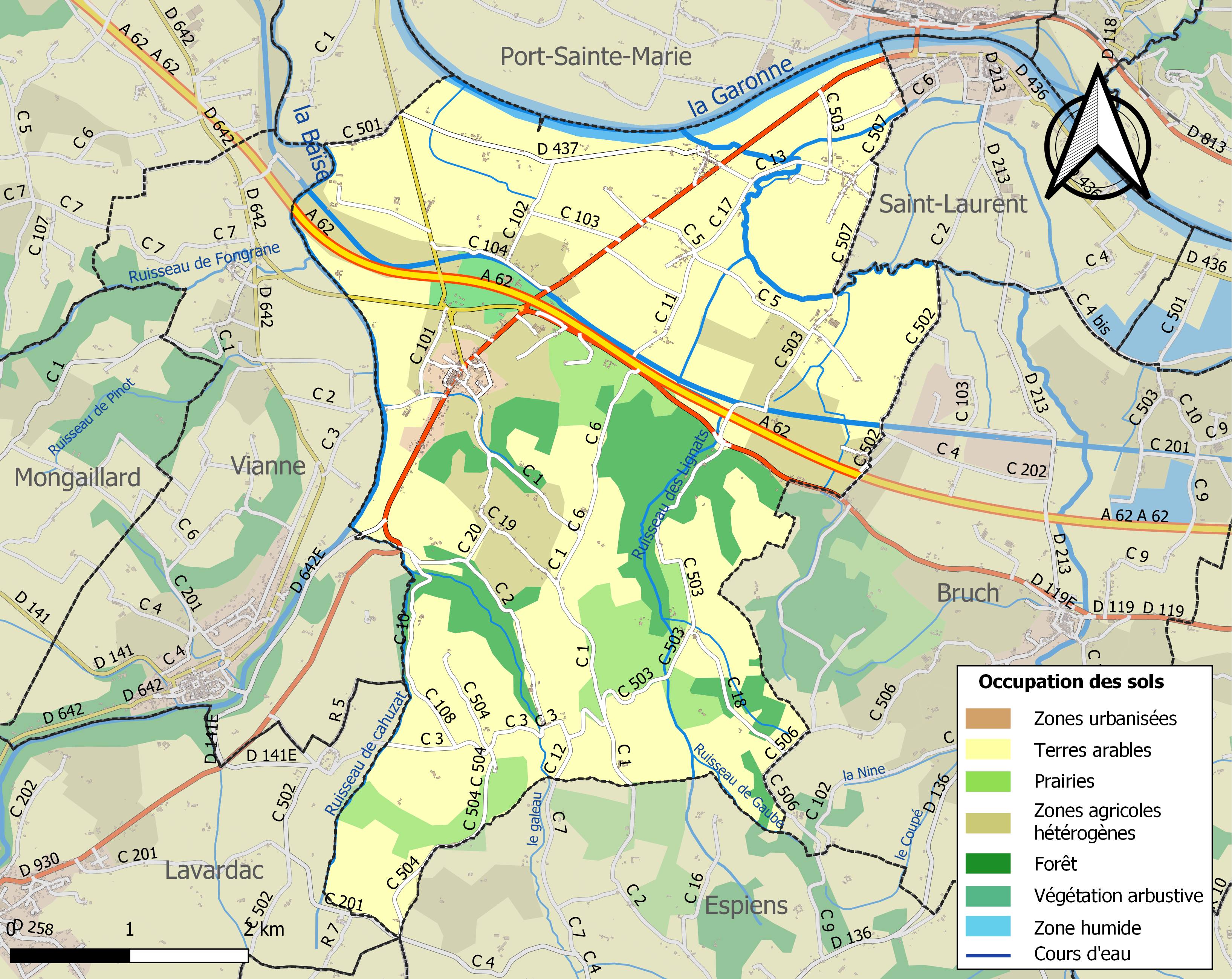
Carte des infrastructures et de l'occupation des sols de la commune en 2018 (CLC).

L'occupation des sols de la commune, telle qu'elle ressort de la base de données européenne d’occupation biophysique des sols Corine Land Cover (CLC), est marquée par l'importance des territoires agricoles (85 % en 2018), en diminution par rapport à 1990 (88 %). La répartition détaillée en 2018 est la suivante : 
terres arables (51,8 %), zones agricoles hétérogènes (13,6 %), cultures permanentes (11,6 %), forêts (10,6 %), prairies (7,9 %), milieux à végétation arbustive et/ou herbacée (1,6 %), zones urbanisées (1,5 %), eaux continentales (1,3 %). L'évolution de l’occupation des sols de la commune et de ses infrastructures peut être observée sur les différentes représentations cartographiques du territoire : la carte de Cassini (XVIIIe siècle), la carte d'état-major (1820-1866) et les cartes ou photos aériennes de l'IGN pour la période actuelle (1950 à aujourd'hui).

### Hameaux et lieux-dits
Les hameaux principaux sont :
- Limon, ancienne commune ;
- Méneaux ;
- Le Paravis.

### Risques majeurs
Le territoire de la commune de Feugarolles est vulnérable à différents aléas naturels : météorologiques (tempête, orage, neige, grand froid, canicule ou sécheresse), inondations, mouvements de terrains et séisme (sismicité très faible). Il est également exposé à deux risques technologiques,  le transport de matières dangereuses et la rupture d'un barrage. Un site publié par le BRGM permet d'évaluer simplement et rapidement les risques d'un bien localisé soit par son adresse soit par le numéro de sa parcelle.

#### Risques naturels
Certaines parties du territoire communal sont susceptibles d’être affectées par le risque d’inondation par débordement de cours d'eau, notamment la Garonne, le Canal latéral à la Garonne, la Baïse, l'Auvignon et la Gaule. La commune a été reconnue en état de catastrophe naturelle au titre des dommages causés par les inondations et coulées de boue survenues en 1982, 1983, 1988, 1999, 2003, 2009, 2018 et 2021,.
Les mouvements de terrains susceptibles de se produire sur la commune sont des glissements de terrain et des tassements différentiels.

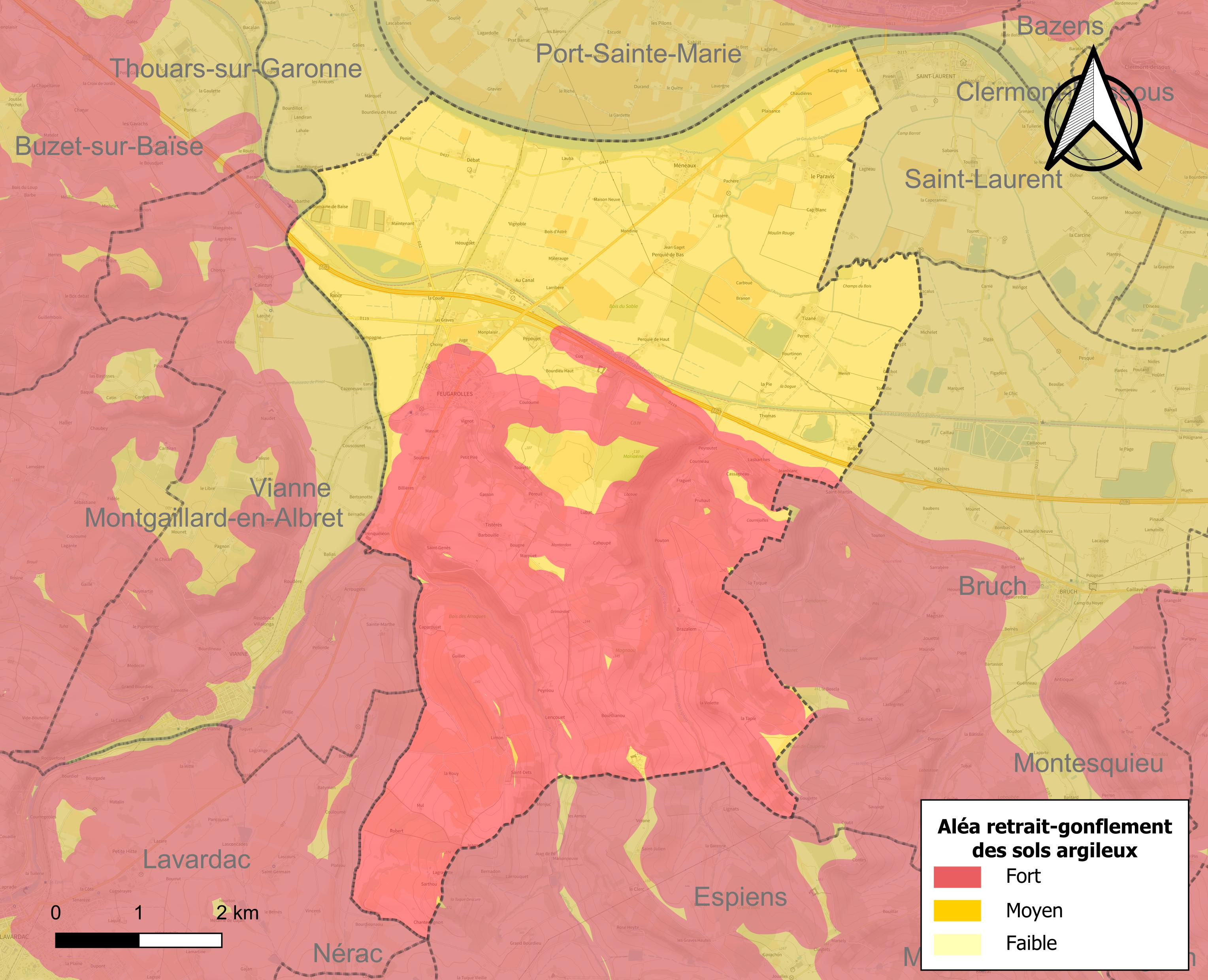
Carte des zones d'aléa retrait-gonflement des sols argileux de Feugarolles.

Le retrait-gonflement des sols argileux est susceptible d'engendrer des dommages importants aux bâtiments en cas d’alternance de périodes de sécheresse et de pluie. La totalité de la commune est en aléa moyen ou fort (91,8 % au niveau départemental et 48,5 % au niveau national). Depuis le 1er octobre 2020, en application de la loi ELAN, différentes contraintes s'imposent aux vendeurs, maîtres d'ouvrages ou constructeurs de biens situés dans une zone classée en aléa moyen ou fort,.
Concernant les mouvements de terrains, la commune a été reconnue en état de catastrophe naturelle au titre des dommages causés par la sécheresse en 2002, 2003, 2009, 2011 et 2017 et par des mouvements de terrain en 1999.

#### Risque technologique
La commune est en outre située en aval des barrages de Grandval dans le Cantal et de Sarrans en Aveyron, des ouvrages de classe A. À ce titre elle est susceptible d’être touchée par l’onde de submersion consécutive à la rupture de cet ouvrage.

## Toponymie
Feugarolles étant en Gascogne, la plupart des lieux-dits anciens y sont explicables par le gascon, par exemple Bourdinaou, Saint Dets (Sendèth), Sarthou, les Tistérès, Touja, Pachère, Latapie, la Hontéte, Héa, Graouilla, Fontarède, Carboué, Couloumé, As Castagnès...

## Politique et administration
| Période                                  | Période   | Identité               | Étiquette       | Qualité                    |
| ---------------------------------------- | --------- | ---------------------- | --------------- | -------------------------- |
| 1944                                     | mars 1977 | Aimé Peroua            | PCF             |                            |
| mars 1977                                | mars 1983 | René Furteau           |                 |                            |
| mars 1983                                | juin 1995 | Georges Rigas          |                 |                            |
| juin 1995                                | mars 2014 | Didier Massias         | DVG             | Retraité de l'enseignement |
| mars 2014                                | En cours  | Jean-François Garrabos | DVG Renaissance | Agriculteur                |
| Les données manquantes sont à compléter. |           |                        |                 |                            |

## Démographie
L'évolution du nombre d'habitants est connue à travers les recensements de la population effectués dans la commune depuis 1793. Pour les communes de moins de 10 000 habitants, une enquête de recensement portant sur toute la population est réalisée tous les cinq ans, les populations de référence des années intermédiaires étant quant à elles estimées par interpolation ou extrapolation. Pour la commune, le premier recensement exhaustif entrant dans le cadre du nouveau dispositif a été réalisé en 2004.

En 2022, la commune comptait 1 015 habitants, en évolution de +3,15 % par rapport à 2016 (Lot-et-Garonne : −0,18 %, France hors Mayotte : +2,11 %).
| 1793  | 1800  | 1806  | 1821  | 1831  | 1836  | 1841  | 1846  | 1851  |
| ----- | ----- | ----- | ----- | ----- | ----- | ----- | ----- | ----- |
| 1 149 | 1 152 | 1 184 | 1 183 | 1 292 | 1 355 | 1 648 | 1 620 | 1 606 |

| 1856  | 1861  | 1866  | 1872  | 1876  | 1881  | 1886  | 1891  | 1896  |
| ----- | ----- | ----- | ----- | ----- | ----- | ----- | ----- | ----- |
| 1 581 | 1 542 | 1 563 | 1 491 | 1 491 | 1 514 | 1 378 | 1 215 | 1 146 |

| 1901  | 1906  | 1911  | 1921 | 1926  | 1931  | 1936  | 1946  | 1954 |
| ----- | ----- | ----- | ---- | ----- | ----- | ----- | ----- | ---- |
| 1 167 | 1 130 | 1 082 | 957  | 1 037 | 1 008 | 1 016 | 1 020 | 998  |

| 1962  | 1968  | 1975 | 1982 | 1990 | 1999 | 2004 | 2006 | 2009 |
| ----- | ----- | ---- | ---- | ---- | ---- | ---- | ---- | ---- |
| 1 003 | 1 027 | 932  | 891  | 834  | 864  | 931  | 956  | 920  |

| 2014 | 2019  | 2022  | - | - | - | - | - | - |
| ---- | ----- | ----- | - | - | - | - | - | - |
| 971  | 1 010 | 1 015 | - | - | - | - | - | - |

## Lieux et monuments
- Château de Trenqueléon, bâti en 1771, inscrit au titre des monuments historiques en 1951[27],[28].
- Prieuré du Paravis, classé au titre des monuments historiques en 1928, inscrit en 1994 et classé en 1999[29],[30],[31],[32].
- Prieuré de Saint-Jean-de-l'Habit, inscrit au titre des monuments historiques en 1994[33].
- Église Notre-Dame de Brazalem. Elle est inscrite à l'Inventaire général du patrimoine culturel[34].
- Église Saint-Cirq de Feugarolles.
- Église Sainte-Madeleine de Limon.
- Église du prieuré fontevriste du Paravis.
- Église Saint-Jean de Cadiet de Saint-Genès.
- Église Saint-Pierre-ès-Liens de Méneaux.
- Pont-canal sur la Baïse, inscrit au titre des monuments historiques en 2003[35].
- Pont à une arche du Paravis, inscrit au titre des monuments historiques en 1994[36].
- Pont à deux arches du moulin de Paravis sur l'Auvignon, inscrit au titre des monuments historiques en 1987[37],[38].

## Personnalités liées à la commune
- Adèle de Batz de Trenquelléon (1789-1828), née au château de Trenqueléon, fondatrice des Filles de Marie Immaculée (sœurs marianistes), en 1816.
- Pierre Félix Ducasse dont la famille est issue de la commune.